# Miguel Baeza
Miguel Baeza Pérez (Córdoba, Andalucía, 27 de marzo del 2000) es un futbolista español. Juega como centrocampista y su equipo es el C. D. Nacional de la Primeira Liga.

## Trayectoria
Nacido en la ciudad andaluza de Córdoba, empezó su carrera como futbolista en las categorías inferiores del Real Madrid, ascendiendo la temporada 2019-20 al Real Madrid Castilla de la Segunda División B. En este equipo jugó 27 partidos, en los cuales marcó 9 goles y dio 4 asistencias.
El 15 de agosto de 2020 se oficializó su traspaso al R. C. Celta de Vigo, por una cantidad de 2.5 millones y firmando hasta el año 2025. Hizo su debut oficial el 12 de septiembre, entrando como sustituto en el minuto 76 en un partido en casa contra la S. D. Eibar. Disputó un total de 22 encuentros en su temporada de debut en Primera División en los que anotó un gol. La siguiente solo participó en tres partidos, por lo que el 6 de enero de 2022 se marchó a la Sociedad Deportiva Ponferradina en calidad de cedido hasta el final de la temporada para competir en la Segunda División. A finales de agosto sumó una nueva cesión, marchándose al Rio Ave Futebol Clube que militaba en la Primeira Liga. En dicha categoría jugó 22 partidos y en agosto de 2023 acumuló otro préstamo en el C. D. Mirandés. Este fue el último antes de rescindir su contrato en julio del año siguiente.
El 16 de julio de 2024 fichó por el C. D. Nacional, que acaba de ascender a la Primeira Liga, firmando por una temporada.

## Selección nacional
El 16 de enero de 2019 debutó con la selección de España sub-19 empezando de titular en un partido amistoso contra la selección de Italia sub-19, perdiendo por 3 a 0.

## Clubes
| Club                        | País     | Año       |
| --------------------------- | -------- | --------- |
| Real Madrid Castilla C. F.  | España   | 2019-2020 |
| R. C. Celta de Vigo         | España   | 2020-2024 |
| S. D. Ponferradina (cedido) | España   | 2022      |
| Rio Ave F. C. (cedido)      | Portugal | 2022-2023 |
| C. D. Mirandés (cedido)     | España   | 2023-2024 |
| C. D. Nacional              | Portugal | 2024-     |